# Pasteur Adjé
Pasteur Adjé, de son vrai nom Christophe Adjé, est un chanteur ivoirien qui s'est lancé dans la musique chrétienne en 1993. Ses débuts en musique ont été concrétisés par un premier album intitulé Ma vie. Sa discographie compte à présent quinze albums. Il a commencé son activité pastorale sous la houlette du Révérend Pasteur Yayé Dion Robert, Président Fondateur de l'Église Protestante Baptiste Œuvres et Missions.

## Discographie
• Premier album en 1993 intitulé "Ma vie"